# 伊万·克鲁日利亚克

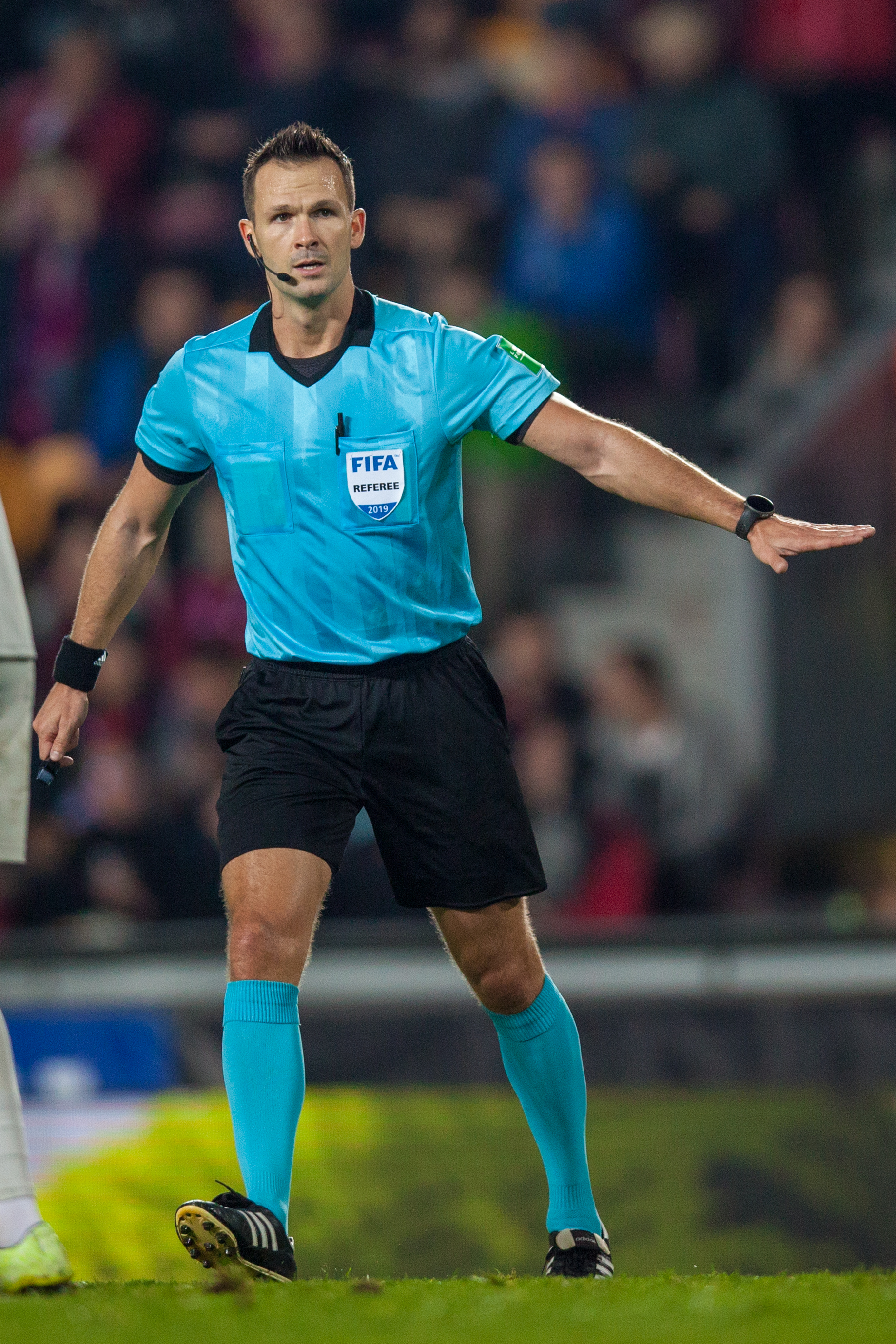

伊万·克鲁日利亚克（1984年3月24日—），斯洛伐克足球裁判，生于布拉迪斯拉发。克鲁日利亚克2005年成为足球裁判，2009年8月15日首次吹罚斯洛伐克顶级联赛，2011年晋升国际足球裁判。2012年10月4日欧罗巴联赛小组赛AIK足球隊与第聂伯罗的比赛是他第一次执法欧罗巴联赛正赛。2017年11月1日利物浦与马里博尔的欧冠联赛小组赛，克鲁日利亚克首次在欧冠联赛正赛担任主裁判。